# Asphodeline peshmeniana
Asphodeline peshmeniana är en grästrädsväxtart som beskrevs av Tuzlaci. Asphodeline peshmeniana ingår i släktet junkerliljor, och familjen grästrädsväxter. Inga underarter finns listade i Catalogue of Life.